# Nicholas Murray Butler
Nicholas Murray Butler (Elizabeth, Nova Jersey 1862 - Nova York 1947) fou un polític estatunidenc, guanyador del Premi Nobel de la Pau de 1931 juntament amb Jane Addams.

## Joventut i estudis
Nasqué el 2 d'abril de 1862 a la població d'Elizabeth, situada a l'estat nord-americà de Nova Jersey. Es va llicenciar al Columbia College, i va prosseguir els seus estudis a les ciutats de París i Berlín. El 1901 va passar a ser rector de la recent creada Universitat de Colúmbia. Va ser president de la Fundació Carnegie entre els anys 1925 i 1945.

## Vida política
Va ser membre del Partit Republicà i delegat a la Convenció Republicana des de 1888 fins a l'any 1936. El 1912, després de la mort del vicepresident James Sherman, fou designat candidat a la Vicepresidència dels Estats Units al costat del president sortint, William Howard Taft, però en les eleccions aconsegueixen únicament un 23% dels vots, el que representen 8 electors, sent derrotats per la candidatura dissident de Theodore Roosevelt amb un 27% de vots. Finalment el president escollit en les eleccions generals serà el demòcrata Woodrow Wilson amb el 42%. Posteriorment es presentà a les eleccions primàries el 1920, però fou derrotat per Warren G. Harding i tornà a fracassar el 1928.

## Premi Nobel de la Pau
Derrotat en les seves ambicions polítiques Butler es dedicà a promocionar el Pacte Briand-Kellogg, per la qual cosa li fou concedit el Premi Nobel de la Pau de 1931 que compartí al costat de Jane Addams.
Nicholas Murray Butler morí a Nova York el 7 de desembre de 1947.